# Carl Ferdinand Adam
Carl Ferdinand Adam (auch: Karl Ferdinand Adam; * 22. Dezember 1806 in Constappel, Erbamt Meißen, Königreich Sachsen; † 23. Dezember 1868 in Leisnig, Königreich Sachsen) war ein deutscher Musikpädagoge, Kantor, Chorleiter und Komponist.

## Leben
Carl Ferdinand Adam war der Sohn eines Lehrers und Organisten. Er wurde auf Schloss Schleinitz gemeinsam mit dem einzigen Sohn des Kammerherrn von Zehmen erzogen. Im Alter von zwölf Jahren besuchte er die Kreuzschule in Dresden. Hier erhielt er Gesangs- und Klavierunterricht unter anderem von Heinrich Marschner. Danach studierte er an der Universität Leipzig Rechtswissenschaft. Das Rechtsstudium brach er ab, um Musik zu studieren. Christian Theodor Weinlig war einer seiner Lehrer. Nach abgeschlossenem Musikstudium ließ er sich zunächst als Musiklehrer in Dresden nieder. Am 2. Juli 1834 wurde Adam zum Direktor des kurz zuvor gegründeten Dresdner Männergesangverein Orpheus gewählt. 1842 gründete er mit Julius Otto den Dresdner Liederkranz. Ab 1844 war er Kantor und Musikdirektor in Leisnig. Hier gründete er am 13. Januar 1845 den Männerchor Liederkranz, den er neun Jahre lang leitete.

## Werke (Auswahl)
Carl Ferdinand Adam schrieb viele Stücke für Männerchor. Sein bekanntestes und heute noch populäres Werk ist das Abendlied: Abend wird es wieder für fünfstimmigen Männerchor. Daneben schrieb er Lieder, Klavierstücke und Variationen, aber auch Kantaten und kleine Oratorien.
- Sechs vierstimmige Lieder für Sopran, Alt, Tenor und Bass op. 4. I Wiegenlied: Der Kuß. Schlummere liebe kleine; II Jägerlied. Trarah: Es klingt so lieblich; III Schifferlied: Schwimme mein Schiffchen; IV Wiegenlied: Alles still in süßer Ruh’; V Frühlingslied: Es brechen im schallenden Reigen; VI Morgenlied: Gott unter deiner Vaterhut. Verlegt bei G. Rotter in Leipzig.[4]
- Sechs Lieder von Uhland, Hoffmann von Fallersleben und Mörike für vier und fünf Männerstimmen op. 5. I Mein Vaterland: Treue Liebe bis zum Grabe; II Freie Kunst: Singe, wem Gesang gegeben; III Jung Volker. Gesang der Räuber: Jung Volker, das ist unser Räuberhauptmann; IV Des Knaben Berglied: Ich bin vom Berg der Hirtenknab V Frühlingsglaube: Die linden Lüfte sind erwacht; VI Abendlied: Abend wird es wieder. Verlegt bei Rotter in Dresden, 1841.[5][6]
- Gedichte eines Lebendigen für Männerchor oder Quartettgesang op. 6. I Rheinweinlied: Wo solch ein Feuer noch gedeiht; II Aufruf: Reisst die Kreuze aus der Erden; III Reiterlied: Die bange Nacht ist nun herum; IV Gesang der Jungen bei der Amnestirung der Alten: Wie Wogendonner vom fernen Meer; V Der letzte Krieg: Wer seine Hände falten kann. Verlegt bei Rotter in Dresden 1841.[7] OCLC 699172707
- Sechs Chöre für Männerchor. I Es muss doch Frühling werden: Und dräut der Winter, II Ständchen: Hoch, hoch; III Germania: O ich betrübter Freiersmann; IV Champagnerlied: Wir griffen jüngst; V Mein Lieben: Wie könnt ich dein vergessen; VI In der Nacht.[8]
- Der 46. Psalm: Gott ist unsere Zuversicht für Männerchor a cappella op. 12, C. F. Kahnt, Leipzig, 1860[8] OCLC 1077369300
- Sechs vierstimmige Lieder. I Ruhe: Im Arm der Liebe; II Neuer Frühling: Neuer Frühling ist gekommen: III Das Vöglein im Walde: Vöglein, was singst du: IV Waldlied: Wo Büsche stehen: V Altdeutsches Lied: Der Lenz ist angekommen: VI Morgenlied: Die Sterne sind erblichen.[8]
- Sechs Turnerlieder. I Turnerruf: Wach auf; II Turnerfahrt: Turner mit dem frischen; III Die Turnbrüder: Wer hat so frisches; IV Turnlied: Mit Gottes Hilf’; V Fahneschwur: Sei gegrüßt; VI Festgesang: Turner auf zum Streite.[8]
- Sechs Gesänge. I Was wir lieben; II Ständchen: Töne, kleine Laute; III Schattend ruht; IV Sängers Abschied: Wenn oft in; V Bergmannslied: Tief im Düstern; VI Weineskraft: Zechende Brüder.[8]

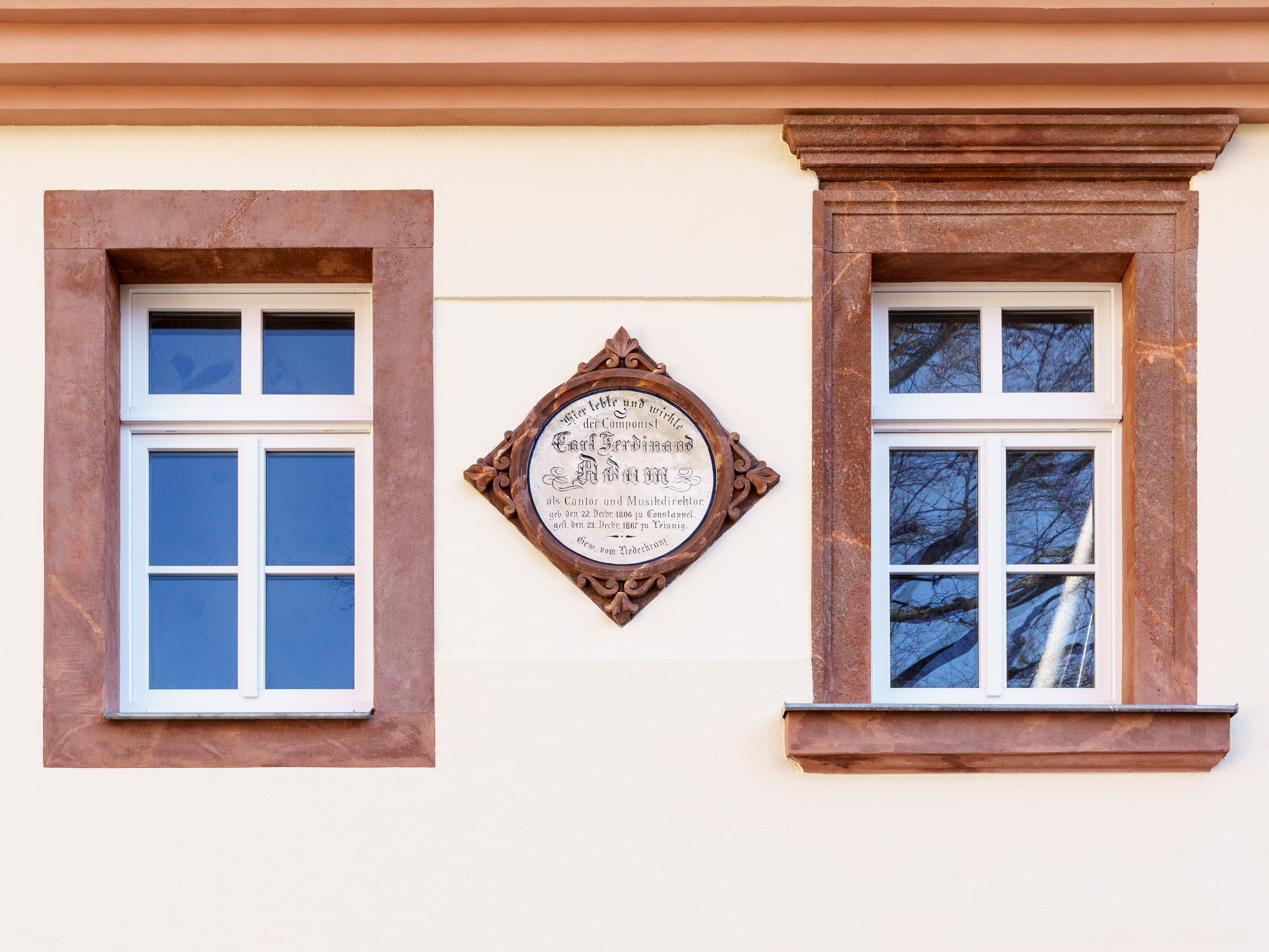
Gedenktafel am Wohnhaus Adams in Leisnig

## Gedenken

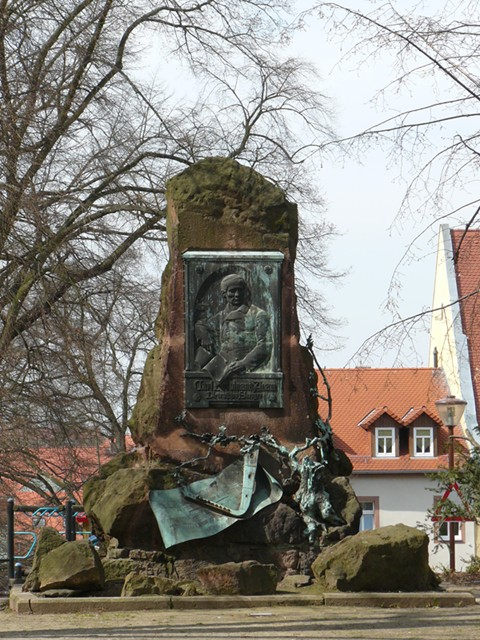
Denkmal Carl Ferdinand Adams in Leisnig

In Constappel wurde am Schulhaus, dem Geburtshaus Adams, eine Gedenktafel angebracht. 1909 wurde in Leisnig ein Denkmal errichtet. Auch am Wohnhaus Adams am Kirchplatz 4 in Leisnig befindet sich eine Gedenktafel.